# Denial (Lied)
Denial (englisch für „Verweigerung“) ist ein Lied der britischen Pop-Girlgroup Sugababes aus dem Jahr 2008.

## Entstehung und Inhalt
Denial war nach About You Now und Change die dritte Singleauskopplung aus dem fünften Sugababes-Studioalbum Change. Für Musik, Text und Produktion des Songs zeichneten Heidi Range, Keisha Buchanan, Amelle Berrabah, Flex Turner, Elliot Malloy und Vanessa Brown verantwortlich. Der Song handelt davon, wie es ist, sich in jemanden zu verlieben, obwohl man es eigentlich nicht will.

## Charts und Chartplatzierungen
| ChartsChartplatzierungen     | Höchstplatzierung | Wochen |
| ---------------------------- | ----------------- | ------ |
| Deutschland (GfK)            | 11 (16 Wo.)       | 16     |
| Österreich (Ö3)              | 4 (21 Wo.)        | 21     |
| Schweiz (IFPI)               | 14 (23 Wo.)       | 23     |
| Vereinigtes Königreich (OCC) | 15 (11 Wo.)       | 11     |

| ChartsJahrescharts (2008) | Platzierung |
| ------------------------- | ----------- |
| Deutschland (GfK)         | 74          |
| Österreich (Ö3)           | 43          |
| Schweiz (IFPI)            | 70          |